# O Pavão Voa para o Sudeste
O Pavão Voa para o Sudeste ou Kongque dongnan fei (chinês:孔雀東南飛) é uma das baladas populares mais famosas da dinastia Han, no início do século III.
Em mais de trezentos versos, conta a história de um jovem que deve abandonar a esposa porque sua mãe gosta dela. A esposa divorciada é forçada a aceitar um novo casamento por parte de sua família. Ela então comete suicídio. Pouco depois, seu ex-marido fez o mesmo, enforcando-se em uma árvore.
Em algumas edições um prefácio refere-se a um fato que teria ocorrido durante a era Jian'an (196-219) e que estaria na origem da balada.
Os dois versos introdutórios só ganham sentido no final da balada. Na verdade, é a sudeste do jardim que o noivo se enforca.
"O pavão voa ao sudeste

E descreve um círculo a cada cinco léguas."— trad. Jacques Pimpaneau.

## Traduções
- Le Paon, trad. Tchang Fong, Jouve & Cie, 1924
- Jacques Pimpaneau, Chine. Littérature populaire. Chanteurs, conteurs, bateleurs, Philippe Picquier, 1991, p. 59-71.
- Jacques Pimpaneau, Anthologie de la littérature chinoise classique, Arles, Éditions Philippe Picquier, 2004, p. 244-255.